# 压阻效应
壓阻效應是用來描述材料在受到機械式應力下所產生的電阻變化。不同於壓電效應，壓阻效應只產生阻抗變化，並不會產生電荷。

## 歷史
凱爾文(Lord Kelvin)在西元1856年第一次發現金屬的阻抗在施加機械性負荷時會產生改變。到了西元1954年，正當單晶矽逐漸成為類比及數位電路設計的材料的選擇時，第一次在矽及鍺中發現高度的壓阻效應(Smith 1954)。

## 機制
壓阻性元件的感度可由其程度因子的表示：
{\displaystyle \ K=(dR/R)/\epsilon _{L}}
其中 {\displaystyle \ \epsilon _{L}\ }  和 R 分別代表器件長度及阻抗的相對增量。

### 金屬中的壓阻效應
在金屬感知器中的壓阻效應，純粹是由於施加於其上的機械應力所產生感知器的幾何形狀改變所造成的，從這個幾何上的壓阻效應而衍生出程度因子(gauge factors) (Window 1992)：
{\displaystyle {\boldsymbol {K}}=1+2\nu }
其中 {\displaystyle {\boldsymbol {\nu }}} 代表與材料相關的泊松比。
儘管這個數值相對於其它材料的壓阻效應來說是相當小，金屬壓阻器（即張力計）成功地在廣泛應用領域中被使用著 (Window 1992))。

### 半導體中的壓阻效應
半導體材料中的壓阻效應遠大於金屬在幾何上的壓阻效應，在鍺、多晶矽、非晶矽、碳化矽及單晶矽中都可發現壓阻效應的存在。

#### 矽中的壓阻效應
矽的電阻變化不單是來自與應力有關的幾何形變，而且也來自材料本身與應力相關的電阻，這使得其程度因子大於金屬數百倍之多 (Smith 1954)。N型矽的電阻變化主要是由於其三個導帶谷對的位移所造成不同遷移率的導帶谷間的載子重新分佈，進而使得電子在不同流動方向上的遷移率發生改變。其次是由於來自與導帶谷形狀的改變相關的等效質量(effective mass)的變化。在P型矽中，此現象變得更複雜，而且也導致等效質量改變及電洞轉換。

## 矽元件中的壓阻效應
壓阻效應已經被廣泛應用於各種半導體材料製作而成的感知器中，這些材料包括：鍺、多晶矽、非晶矽及單晶矽。由於矽是現今在數位及類比積體電路(IC)的材料，以矽製作而成的壓阻性元件的應用就變得非常有意義，這使得將應力感知器容易整合於雙極性及互補式金氧半導體線路中，進而使得壓阻效應被應用於廣泛的商品化產品之中，如：壓力感知器及加速度感知器。另一方面，也由於矽的壓阻效應的顯著，使得其它在單晶矽元件的研發方面無法忽略此效應的存在，例如，半導體霍耳感知器就必須採取某些方法，將來自外加機械應力的訊號貢獻消除之後，才能達到其該具有的電流精確度。

### 壓電阻器
壓電阻器最基本壓阻性元件，以壓阻性材料製作而成的電阻，通常用於機械性應力的量測。

#### 製作
許多不同種類的壓阻性材料都可用來製作壓電阻，最簡單形式的矽壓阻感知器是擴散電阻。此壓電阻是以擴散的方式在P型(N型)的矽基板上製作具有兩個接點的N型(P型)井所組成，由於這些元件的面電阻約在數百歐姆的範圍，為了便於歐姆接觸的製作，還必須在接點位置上額外擴散P+(N+)雜質於P型(N型)井中。

#### 運作原理
對於在百萬帕斯卡(MPa)等級的應力，應力與電阻上所產生的電壓降Vr的關係可視為線性，如上圖所示，在與X軸方向上的壓電阻上的電壓可以下面的數學式來描述：
{\displaystyle \ V_{r}=R_{0}I[1+\pi _{L}\sigma _{xx}+\pi _{T}(\sigma _{yy}+\sigma _{zz})]}

其中{\displaystyle R_{0}}、 I、{\displaystyle \pi _{T}}、{\displaystyle \pi _{L}} 以及 {\displaystyle \sigma _{ij}} 分別為無應力下的電阻、外加電流、橫向壓阻係數、縱向壓阻係數以及x,y,z三個方向上的張力分量。
壓電係數會隨著該感知器相對於晶軸方向以及雜質摻雜濃度分布而有很大的差異。儘管此種簡單的電阻具有相當大的應力感度，在應用上還是會採用較複雜的組態，以消除對某些雜訊干擾的敏感度及其它缺點。壓電阻應用在與過小應力相關的信號振幅變化時，具有對溫度變化相當敏感的缺點。

### 其它壓阻性元件
矽的壓阻效應被應用在壓電阻器、惠斯登橋、X-Ducers、piezo-FETS、固態加速規以及雙極性電晶體等元件上。